# Aerodynamischer Durchmesser
Der aerodynamische Durchmesser ist eine abstrakte Hilfsgröße zur Beschreibung des Verhaltens eines gasgetragenen Partikels in der Partikelmesstechnik.

## Definition
Der aerodynamische Durchmesser ist definiert als der Durchmesser eines kugelförmigen Partikels mit der Dichte 1 g/cm3, der dieselbe Sinkgeschwindigkeit aufweist wie das zu betrachtende Partikel. In der Standardisierung wird häufig noch erwähnt, dass die Sinkgeschwindigkeit des zu betrachtenden Partikels auf ruhende Luft zu beziehen ist.
Mithilfe des aerodynamischen Durchmessers wird nicht nur die geometrische Größe des Partikels berücksichtigt, sondern auch seine Dichte und Form, da nur bei der Kondensation aus der Gasphase von sphärischen Partikeln ausgegangen werden kann.
Für Partikel mit einem aerodynamischen Durchmesser kleiner als 0,5 µm empfiehlt die Norm DIN ISO 7708:1996-01 die Verwendung des Partikeldiffusionsdurchmessers, der den Durchmesser einer Kugel beschreibt, die den gleichen Diffusionskoeffizienten aufweist wie das betrachtete Partikel. Diese Einschränkung muss vorgenommen werden, da das Gesetz von Stokes von der Modellvorstellung ausgeht, dass die Relativgeschwindigkeit eines Fluids am Rand eines Partikels gleich Null ist. Diese Annahme gilt jedoch nicht für Partikel, die nicht wesentlich größer als die mittlere freie Weglänge des sie umgebenden Gases sind.

## Bedeutung

### Arbeits- und Umweltschutz
Der aerodynamische Durchmesser wird u. a. bei den Konventionen über einatembare, thorakale und alveolengängige Fraktion angewendet. Ebenso werden die Feinstaubkorngrößenklassen für PM10 bzw. PM2.5 über den aerodynamischen Durchmesser definiert.
Messtechnisch werden aerodynamische Durchmesser über Flugzeitspektrometer oder elektrische Niederdruckimpaktoren (ELPI) erfasst.

### Pharmazie
Medizinisch ist der aerodynamische Durchmesser von Partikeln bedeutsam für die inhalative Therapie, da nur deren optimale Größe das Verbleiben am gewünschten Wirkort sicherstellt (siehe unten). Zur Vermessung von Inhalaten können unterschiedliche Impaktoren eingesetzt werden, neben dem Andersen-Kaskadenimpaktor wird heutzutage bevorzugt der Next-Generation-Impactor (NGI) verwendet.

## MMAD
Parametrisiert werden Größenverteilungen des aerodynamischen Durchmessers häufig über den Mass Median Aerodynamic Diameter (MMAD), also den medianen massenbezogenen aerodynamischen Durchmesser. Der MMAD ist somit derjenige Durchmesser, bei dem Partikel kleiner bzw. größer als dieser Wert jeweils 50 % der Gesamtmasse beitragen und damit ein Maß für die durchschnittliche Größe eines Partikels.
Für die inhalative Therapie spielt der MMAD eine große Rolle. Während Partikel mit einem MMAD von 10 μm aufgrund ihrer Trägheit schon am Rachen abgeschieden (impaktieren) werden, sind Partikel zwischen 0,1 μm und 1,0 μm zu leicht und werden wieder ausgeatmet aufgrund von Diffusionsprozessen durch die Brown’sche Molekularbewegung. Partikelgrößen zwischen 1 und 5 μm sedimentieren/lagern sich in der Lunge (respiratorisches System) ab.